# Găiseni
Găiseni is een Roemeense gemeente in het district Giurgiu.
Găiseni telt 5444 inwoners.